# Сіліштя-Міке
Сіліштя-Міке (рум. Siliștea Mică) — село у повіті Телеорман в Румунії. Входить до складу комуни Сіліштя.
Село розташоване на відстані 62 км на захід від Бухареста, 43 км на північ від Александрії, 119 км на схід від Крайови, 146 км на південь від Брашова.

## Населення
За даними перепису населення 2002 року у селі проживали 402 особи, усі — румуни. Усі жителі села рідною мовою назвали румунську.